# Gran Premio d'Italia 1967
Il Gran Premio d'Italia 1967 fu la nona prova del mondiale di Formula 1 1967, disputatasi il 10 settembre 1967 sull'Autodromo nazionale di Monza. La corsa vide l'ultima vittoria in carriera di John Surtees su Honda, seguito da Jack Brabham e da Jim Clark.
In questo gran premio la Honda ottenne la sua seconda (ed ultima fino al 2006) vittoria in F1, nonostante ciò il GP è ricordato principalmente per l'incredibile impresa di Jim Clark: mentre conduceva la gara lo scozzese subì una foratura e fu costretto ad un pit-stop che lo costrinse a ritornare in corsa da doppiato.
Clark non si dette per vinto e, battendo numerose volte il record del circuito (e anche il suo tempo fatto segnare in qualifica), si sdoppiò e ripassò nuovamente tutti gli altri piloti ritornando in prima posizione, ma fu costretto alla terza posizione a causa di un guasto alla pompa dell'iniezione della sua Lotus che non riuscì a pescare gli ultimi 3 litri di carburante nel serbatoio dello scozzese.

## Qualifiche
| Pos | No | Pilota              | Costruttore     | Scuderia                    | Tempo   | Distacco |
| --- | -- | ------------------- | --------------- | --------------------------- | ------- | -------- |
| 1   | 20 | Jim Clark           | Lotus-Ford      | Team Lotus                  | 1:28.50 | -        |
| 2   | 16 | Jack Brabham        | Brabham-Repco   | Brabham Racing Organisation | 1:28.80 | +0.30    |
| 3   | 4  | Bruce McLaren       | McLaren-BRM     | Bruce McLaren Motor Racing  | 1:29.31 | +0.81    |
| 4   | 2  | Chris Amon          | Ferrari         | Scuderia Ferrari SpA SEFAC  | 1:29.35 | +0.85    |
| 5   | 8  | Dan Gurney          | Eagle-Weslake   | Anglo American Racers       | 1:29.38 | +0.88    |
| 6   | 18 | Denny Hulme         | Brabham-Repco   | Brabham Racing Organisation | 1:29.46 | +0.96    |
| 7   | 34 | Jackie Stewart      | BRM             | Owen Racing Organisation    | 1:29.60 | +1.10    |
| 8   | 22 | Graham Hill         | Lotus-Ford      | Team Lotus                  | 1:29.70 | +1.20    |
| 9   | 14 | John Surtees        | Honda           | Honda Racing                | 1:30.30 | +1.80    |
| 10  | 10 | Ludovico Scarfiotti | Eagle-Weslake   | Anglo American Racers       | 1:30.80 | +2.30    |
| 11  | 30 | Jochen Rindt        | Cooper-Maserati | Cooper Car Company          | 1:31.30 | +2.80    |
| 12  | 36 | Mike Spence         | BRM             | Owen Racing Organisation    | 1:32.10 | +3.60    |
| 13  | 6  | Jo Siffert          | Cooper-Maserati | Jack Durlacher Racing Team  | 1:32.30 | +3.80    |
| 14  | 26 | Jo Bonnier          | Cooper-Maserati | Joakim Bonnier Racing Team  | 1:32.50 | +4.00    |
| 15  | 32 | Jacky Ickx          | Cooper-Maserati | Cooper Car Company          | 1:33.00 | +4.50    |
| 16  | 38 | Chris Irwin         | BRM             | Reg Parnell Racing          | 1:33.20 | +4.70    |
| 17  | 24 | Giancarlo Baghetti  | Lotus-Ford      | Team Lotus                  | 1:35.20 | +6.70    |
| 18  | 12 | Guy Ligier          | Brabham-Repco   | Privato                     | 1:37.30 | +8.80    |

## Gara
Al 13º giro Jim Clark, che era saldamente in testa al GP, buca una gomma ed è costretto a ripartire con un giro di ritardo. Si sdoppia e, anche grazie ai ritiri di Hulme e Hill, leader della parte centrale della gara, raggiunge e sopravanza i nuovi battistrada a poche tornate dalla fine. All’ultimo giro è nettamente davanti a John Surtees e Brabham, unici superstiti del gruppo di testa, ma a pochi chilometri dalla conclusione è costretto a rallentare per un problema alla pompa della benzina e viene sfilato alla curva Ascari dai due inseguitori, che vanno a giocarsi il successo in una ultima staccata alla curva parabolica. Brabham tenta un ultimo disperato attacco all'interno, ma la sua traiettoria d'uscita, troppo esterna, favorirà un nuovo e decisivo controsorpasso all'interno di Surtees. Clark arriva terzo con oltre 20 secondi di distacco.
| Pos | No | Pilota              | Costruttore     | Giri | Tempo/Ritiro     | Griglia | Punti |
| --- | -- | ------------------- | --------------- | ---- | ---------------- | ------- | ----- |
| 1   | 14 | John Surtees        | Honda           | 68   | 1:43:45.0        | 9       | 9     |
| 2   | 16 | Jack Brabham        | Brabham-Repco   | 68   | + 0.2            | 2       | 6     |
| 3   | 20 | Jim Clark           | Lotus-Ford      | 68   | + 23.1           | 1       | 4     |
| 4   | 30 | Jochen Rindt        | Cooper-Maserati | 68   | + 56.6           | 11      | 3     |
| 5   | 36 | Mike Spence         | BRM             | 67   | + 1 giro         | 12      | 2     |
| 6   | 32 | Jacky Ickx          | Cooper-Maserati | 66   | + 2 giri         | 15      | 1     |
| 7   | 2  | Chris Amon          | Ferrari         | 64   | + 4 giri         | 4       |       |
| Rit | 22 | Graham Hill         | Lotus-Ford      | 58   | Motore           | 8       |       |
| Rit | 6  | Jo Siffert          | Cooper-Maserati | 50   | Incidente        | 13      |       |
| Rit | 24 | Giancarlo Baghetti  | Lotus-Ford      | 50   | Motore           | 17      |       |
| Rit | 4  | Bruce McLaren       | McLaren-BRM     | 46   | Motore           | 3       |       |
| Rit | 26 | Jo Bonnier          | Cooper-Maserati | 46   | Surriscaldamento | 14      |       |
| Rit | 34 | Jackie Stewart      | BRM             | 45   | Motore           | 7       |       |
| Rit | 18 | Denny Hulme         | Brabham-Repco   | 30   | Surriscaldamento | 6       |       |
| Rit | 12 | Guy Ligier          | Brabham-Repco   | 26   | Motore           | 18      |       |
| Rit | 38 | Chris Irwin         | BRM             | 16   | Iniezione        | 16      |       |
| Rit | 10 | Ludovico Scarfiotti | Eagle-Weslake   | 5    | Motore           | 10      |       |
| Rit | 8  | Dan Gurney          | Eagle-Weslake   | 4    | Motore           | 5       |       |

## Statistiche

### Piloti
- 6ª e ultima vittoria per John Surtees
- Ultimo Gran Premio per Giancarlo Baghetti

### Costruttori
- 2° vittoria per la Honda

### Motori
- 2° vittoria per il motore Honda
- 20° podio per il motore Repco

### Giri al comando
- Dan Gurney (1-2)
- Jim Clark (3-9, 11-12, 61-67)
- Denny Hulme (10, 13-15, 17, 24-27)
- Jack Brabham (16, 59-60)
- Graham Hill (18-23, 28-58)
- John Surtees (68)

## Classifiche Mondiali

### Piloti
| Pos | Pilota              | Punti |
| --- | ------------------- | ----- |
| 1   | Denny Hulme         | 43    |
| 2   | Jack Brabham        | 40    |
| 3   | Jim Clark           | 23    |
| 4   | Chris Amon          | 20    |
| 5   | John Surtees        | 17    |
| 6   | Pedro Rodríguez     | 14    |
| 7   | Dan Gurney          | 13    |
| 8   | Jackie Stewart      | 10    |
| 9   | Graham Hill         | 9     |
| 10  | Mike Spence         | 7     |
| 11  | John Love           | 6     |
|     | Jochen Rindt        | 6     |
| 13  | Bruce McLaren       | 3     |
|     | Jo Siffert          | 3     |
| 15  | Bob Anderson        | 2     |
|     | Jo Bonnier          | 2     |
|     | Mike Parkes         | 2     |
|     | Chris Irwin         | 2     |
| 19  | Ludovico Scarfiotti | 1     |
|     | Jacky Ickx          | 1     |
|     | Guy Ligier          | 1     |

### Costruttori
| Pos | Costruttore     | Punti |
| --- | --------------- | ----- |
| 1   | Brabham-Repco   | 57    |
| 2   | Lotus-Ford      | 26    |
| 3   | Cooper-Maserati | 24    |
| 4   | Ferrari         | 20    |
| 5   | Honda           | 17    |
| 6   | BRM             | 15    |
| 7   | Eagle-Weslake   | 13    |
| 8   | Cooper-Climax   | 6     |
|     | Lotus-BRM       | 6     |
| 10  | McLaren-BRM     | 3     |
| 11  | Brabham-Climax  | 2     |